# Флаги Адыгеи
Список флагов муниципальных образований Республики Адыгея Российской Федерации.
На 1 января 2020 года в Республике Адыгея насчитывалось 60 муниципальных образований: 2 городских округа, 7 муниципальных районов, 3 городских и 48 сельских поселения.

## Флаги городских округов и муниципальных районов
| Флаг | Официальное название                               | Дата утверждения | Номер в ГГР |
| ---- | -------------------------------------------------- | ---------------- | ----------- |
|      | Флаг муниципального образования «Город Майкоп»     | 20 июня 2008     | 4230        |
|      | Флаг муниципального образования «Город Адыгейск»   | 5 сентября 2019  | 12646       |
|      | Флаг муниципального образования «Гиагинский район» | 14 июня 2017     | 11647       |

| Флаг | Официальное название                                      | Дата утверждения | Номер в ГГР |
| ---- | --------------------------------------------------------- | ---------------- | ----------- |
|      | Флаг муниципального образования «Кошехабльский район»     | 2 сентября 2020  | 13111       |
|      | Флаг муниципального образования «Красногвардейский район» | 20 октября 2017  | 11648       |
|      | Флаг муниципального образования «Шовгеновский район»      | 28 февраля 2008  |             |

## Флаги сельских поселений
| Флаг | Официальное название                                                                   | Дата утверждения | Номер в ГГР |
| ---- | -------------------------------------------------------------------------------------- | ---------------- | ----------- |
|      | Флаг муниципального образования «Гиагинское сельское поселение» Гиагинского района     | 16 февраля 2012  | 7600        |
|      | Флаг муниципального образования «Дондуковское сельское поселение» Гиагинского района   | 26 апреля 2017   | 11409       |
|      | Флаг муниципального образования «Дукмасовское сельское поселение» Шовгеновского района | 17 июня 2009     | 5613        |
|      | Флаг муниципального образования «Заревское сельское поселение» Шовгеновского района    | 24 августа 2009  | 5615        |

| Флаг | Официальное название                                                                    | Дата утверждения | Номер в ГГР |
| ---- | --------------------------------------------------------------------------------------- | ---------------- | ----------- |
|      | Флаг муниципального образования «Каменномостское сельское поселение» Майкопского района | 18 июня 2013     | 8901        |
|      | Флаг муниципального образования «Келермесское сельское поселение» Гиагинского района    | 17 мая 2013      | 8393        |
|      | Флаг муниципального образования «Сергиевское сельское поселение» Гиагинского района     | 29 апреля 2013   | 8903        |
|      | Флаг муниципального образования «Тульское сельское поселение» Майкопского района        | 31 мая 2011      | 7259        |

## Упразднённые флаги
| Флаг | Наименование                                                                         | Дата утверждения | Дата отмены |
| ---- | ------------------------------------------------------------------------------------ | ---------------- | ----------- |
|      | Флаг муниципального образования «Дондуковское сельское поселение» Гиагинского района | 28 октября 2014  | нет данных  |
|      | Флаг муниципального образования «Келермесское сельское поселение» Гиагинского района | 22 марта 2013    | 17 мая 2013 |